# Rivista Militare (periodico)
Rivista Militare è il più antico periodico istituzionale delle Forze Armate, nato nel 1856, con sede a Roma, redatto da personale dell'Esercito e di proprietà del Ministro della Difesa.

## Storia
La Rivista Militare Italiana fu fondata a Torino nel 1856 dai fratelli Carlo e Luigi Mezzacapo, patrioti napoletani esuli nella capitale sabauda.
Il periodico è annoverato, in assoluto, tra i più antichi in Italia ancora in stampa ed in edicola. È sempre stato vicino, nella propria linea editoriale, al Ministero della Guerra (fino al 1945) e poi al Ministero della difesa, a differenza della rivista L'esercito italiano che assumeva posizioni indipendenti, e talvolta polemiche, verso le scelte del ministero. È stato diretto da autorevoli ufficiali dell'Esercito, alcuni di essi entrati anche nei libri di storia, e nel corso dei secoli - è il caso di dirlo - ha rappresentato per l'editoria di settore un saldo punto di riferimento e possiede un notevole credito. Moltissimi gli autori e i collaboratori del giornale, tra cui esponenti di spicco del mondo militare, accademico, scientifico.
Sin dal 1933 la direzione e la redazione sono ubicate a Roma, presso il Palazzo degli Astalli, in via San Marco n. 8.

## Oggi
Il direttore responsabile della Rivista Militare è, di norma, un colonnello.
La Rivista ha lo scopo di fare alta informazione, approfondimento e divulgazione della cultura militare da diversi punti di vista, attraverso la libera e diretta partecipazione. Ha anche l'obiettivo di estendere e aggiornare la preparazione tecnica e professionale del personale dell'Esercito e di far conoscere alla pubblica opinione ed agli appassionati del settore il pensiero militare, le attività e la vita dell'Esercito Italiano e i temi della difesa e della sicurezza. L'Esercito ha continuato a favorire la Redazione di Rivista Militare nell'intento di:
- tenere costantemente informati i lettori sulle attività operative e addestrative svolte dall'Esercito in patria e all'estero, sugli sviluppi tecnologici, di settore e dottrinali, sulle attività intraprese dalla Forza Armata per il benessere e la cura dei propri uomini e donne;
- presentare i propri atleti d'eccellenza e le attività sportive condotte dagli atleti e dai reparti dell'Esercito;
- far conoscere i militari più valorosi attraverso rubriche ad essi dedicate: "Valor Militare" e "Il Soldato del giorno";
- illustrare, tramite apposite recensioni, volumi, testi e saggi di cultura militare o storico-militare in vendita presso le librerie.

La Rivista Militare è aperta a collaborazioni esterne, permettendo ai suoi lettori e collaboratori l'invio in redazione di articoli inediti e liberi da vincoli di copyright. Agli autori viene corrisposto un compenso, se richiesto, nel caso in cui gli articoli fossero pubblicati. Il Regolamento per la collaborazione è consultabile sul sito istituzionale.
La copertina della Rivista è composta, ad ogni uscita, da una foto a grandezza intera che mette in risalto il principale articolo di quel numero mentre in prima pagina è sempre presente un editoriale, a firma del Direttore, per argomentare temi di particolare interesse o di attualità dell'Esercito.
Al momento, la Rivista Militare ha una tiratura di circa 10 000 copie e viene distribuita nelle edicole di selezionate città e località sparse in tutto il territorio nazionale. Per l'elenco delle località, consultare il sito istituzionale. È anche possibile acquistarla, in abbonamento su Amazon.